# 博雷
博雷（法語：Borex，法語發音：[bɔʁɛ]）是瑞士联邦西部法语区的沃州下设的一个市镇。在行政上属于尼永区管辖。博雷的总面积为1.98平方公里。截至2007年，总人口为894。